# Kummerow (Nordvorpommern)
Kummerow é um município da Alemanha localizado no distrito de Nordvorpommern, estado de Mecklemburgo-Pomerânia Ocidental.
Pertence ao Amt de Niepars.